# خصلت آروماتیکی

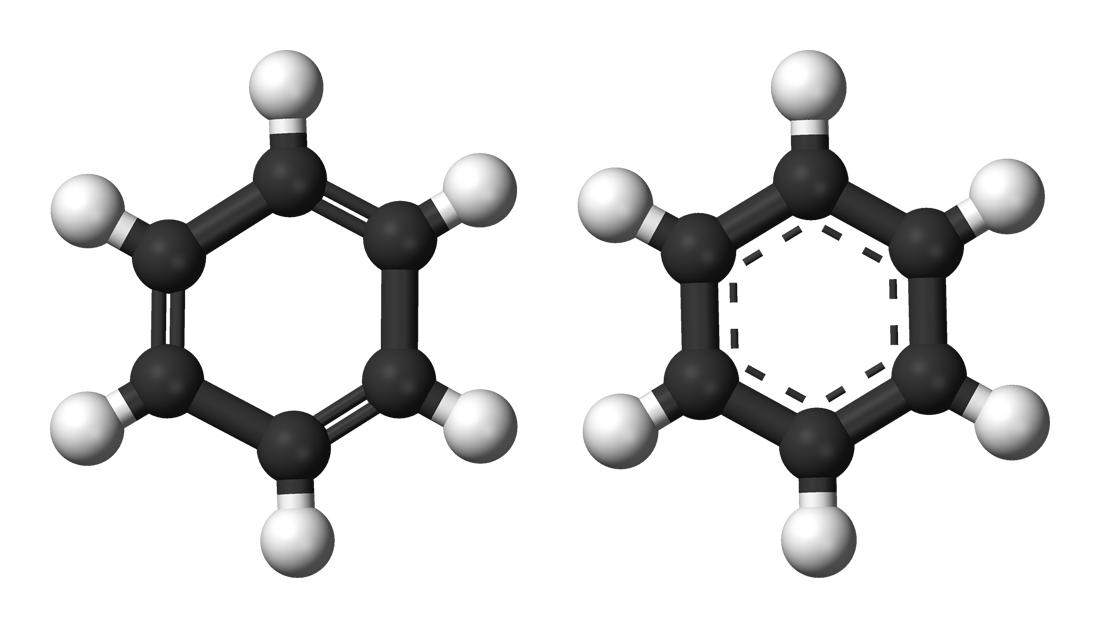

در شیمی پیوند آروماتیک یا شش ضلعی به پیوندی گفته می‌شود که در آن یک حلقه جفت از پیوندهای غیراشباع، جفت های منفرد یا اوربیتال‌های خالی یک استواری قویتر از استواری جفت سازی تنها را از خود نشان می‌دهند.
واژه آروماتیک به معنی ترکیبات شش ضلعی خوشبو(دارای رایحه) است.
آروماتیک‌ها، دسته وسیعی از ترکیبات را تشکیل می‌دهند که شامل بنزن و ترکیباتی هستند که، از نظر رفتار شیمیایی مشابه بنزن می‌باشند. برخی از این مواد، حتی به‌ ظاهر شباهتی به بنزن ندارند. برخلاف آلکن‌ها و آلکین‌ها، بنزن و سایر ترکیبات آروماتیک، تمایلی برای انجام واکنش‌های افزایشی از خود نشان نمی‌دهند، ولی در  واکنش های جانشینی شرکت می‌کنند که یکی از صفات بارز این دسته از مواد می‌باشد.
اگر گروه‌های عاملی روی حلقه قرار بگیرند، بر واکنش‌پذیری حلقه اثر خواهند گذاشت. واکنش‌پذیری عوامل متصل به حلقه نیز به‌وسیله بخش آروماتیک تحت‌تأثیر قرار می‌گیرد.

## خصلت آروماتیکی و قاعده ۴n+۲ هوکل
مولکولهایی آروماتیک هستند و خصلت آروماتیکی از خود نشان می‌دهند که تعداد الکترون‌های سیستم π آنها، ۲ و ۶و 
۱۰و … باشد. این ضرورت، قاعده هوکل یا ۴n+۲ نامیده می‌شود. سپس ترکیباتی که برای آن‌ها n=۰, ۱ , ۲ ,… می‌باشد، آروماتیک خواهند بود.
اگر گروه‌های عاملی روی حلقه قرار بگیرند، بر واکنش‌پذیری حلقه اثر خواهند گذاشت. واکنش‌پذیری عوامل متصل به حلقه نیز به‌وسیله بخش آروماتیک تحت‌تأثیر قرار می‌گیرد.

## سایر ترکیبات آروماتیک
افزون بر بنزن و ترکیبات هم خانواده آن مثل نفتالین و آنتراسین و…، مواد دیگری نیز وجود دارند که به‌ظاهر هیچ شباهتی به بنزن ندارند، ولی رفتاری مشابه بنزن دارند و به‌عبارت ساده‌تر، آروماتیک هستند. از ویژگی‌های این مواد می‌توان به نکات زیر اشاره نمود:
۱. گرمای هیدروژن دار شدن و گرمای سوختن آن‌ها پایین است.
۲. برای انجام واکنش‌های افزایشی، تمایل زیادی نشان نمی‌دهند
۳. در واکنش‌های جانشینی الکترونخواهی شرکت می‌کنند.
بررسی‌های تجربی مثل مطالعه خواص فیزیکی و انرژی هیدروژن‌دار شدن سیستم‌ها با تعداد الکترون‌های π مختلف به این نتایج منجر شده‌است که:
۱. مولکولهایی آروماتیک هستند و خصلت آروماتیکی از خود نشان می‌دهند که تعداد الکترون‌های سیستم π آنها، ۲ و ۶و ۱۰و… باشد. این ضرورت، قاعده هوکل یا ۴n+۲ نامیده می‌شود. پس ترکیباتی که برای آن‌ها n=۰, ۱ , ۲ ,… می‌باشد، آروماتیک خواهند بود.
۲. مولکول باید ساختمان مسطح داشته باشد. تمام ترکیباتی که این دو شرط اساسی در آن‌ها رعایت شده باشد، زوایای پیوندی در آن‌ها طبیعی، همپوشانی اوربیتال‌های π مناسب و غیر مستقر شدن الکترون‌ها به خوبی میسر باشد، پایداری مولکول بیشتر خواهد بود.

## مثال
واکنش ۳- کلرو سیکلوپروپن با SbCl۵، ماده پایداری به فرمول C3H3SbCl۶ ایجاد می‌کند که در حلال‌های دی‌اکسید گوگرد مایع به خوبی حل نشده، ولی در حلال‌های غیرقطبی نامحلول است. مطالعه طیفNMR این ماده، سه پروتون هم‌ارزش را به نمایش می‌گذارد. این نتایج، با تشکیل کاتیون سیکلوپروپن که کوچک‌ترین مولکول آروماتیک می‌باشد، مطابقت دارد.

## ترکیبهای آروماتیک، هتروآروماتیک و انرژی رزونانس
نتایج تجربی حاصل از واکنش‌های هیدروژن دار شدن هیدروکربن‌های جوش خورده دو حلقه‌ای و سه حلقه‌ای و… نشان می‌دهد که هر چه تعداد الکترون‌های بیشتری در رزونانس شرکت کرده باشند، انرزژی آزاد شده بیشتر و پایداری نسبی نیز بیشتر خواهد بود.

## نامگذاری مشتقات بنزن و ترکیبات آروماتیک جوش خورده
برخی از مشتقات بنزن، نام مخصوص به خود دارند، مثلاً هیدروکسی بنزن را فنول (C6H5OH)، متوکسی بنزن را آنیزول (C6H5OCH3)، متیل بنزن را تولوئن (C6H5CH3)، ایزوپروپیل بنزن را کیومن و آمینوبنزن را آنیلین می‌گویند.
نام سیستماتیک یا آیوپاک در مورد مشتق‌های بنزن کمتر متداول است زیرا این ترکیب‌ها سال‌هاست که به عنوان واکنشگرهای صنعتی به کار می‌روند. برای نامگذاری خیلی از مشتق‌های بنزن، نام گروه یا استخلاف به صورت پیشوند بر کلمه بنزن افزوده می‌شود. مثلاً فلوئورو بنزن، نیتروبنزن، اتیل بنزن. جهت نامگذاری مشتقات دو استخلافی بنزن از پیشوندهای اورتو، متا یا پارا (که محل استخلاف‌ها را مشخص می‌کنند)، استفاده می‌شود. اغلب به جای کلمات مذکور به‌طور اختصار از علائم (اورتو= o)و (پارا =p) و (متا=m) استفاده می‌کنند.
البته در روش آیوپاک برای مشخص نمودن موقعیت استخلاف‌های بنزن از شماره استفاده می‌شود. وقتی سه یا بیش از سه استخلاف بر روی حلقه بنزن باشد برای مشخص کردن موقعیت استخلاف‌ها از شماره استفاده می‌شود. شماره‌گذاری باید به نحوی انجام شود که مجموع اعداد بکار رفته حداقل باشند. همچنین ترتیب نوشتن اسامی استخلاف‌ها بر اساس حروف الفبا می‌باشد. اگر خود حلقه بنزن به عنوان یک استخلاف بر روی یک مولکول قرار گیرد، در نامگذاری از کلمه فنیل (Ph) استفاده می‌شود. نامگذاری گروه فنیل مانند یک گروه آلکیل می‌باشد.

## خواص فیزیکی ترکیبها آروماتیک
نقطه ذوب برای مشتق‌های بنزن، نسبت به ترکیب‌های آلیفاتیک مشابه، بالاتر است. به نظر می‌رسد در این دسته از ترکیب‌ها به علت شکل‌گیری ساختارهای متقارن‌تر این اتفاق رخ می‌دهد. به طریق مشابه، بنزن‌های دو استخلافی پارا متقارن‌تر از ایزومرهای مشابه اورتو و متا می‌باشند و از این رو در دماهای بالاتری ذوب می‌شوند.
نقطه جوش عمدتاً تحت تأثیر قطبت است. برای مثال نقطه جوش دی کلروبنزن از ممان دو قطبی آن‌ها تبعیت می‌کند. پارا- دی بروموبنزن متقارن است و ممان دو قطبی صفر دارد و نقطه جوش کمتری نسبت به متا-دی‌بروموبنزن را داراست. نفاط جوش آنلین و فنول نیز به علت ایجاد پیوندهای هیدروژنی (هرچند مختصر) نسبت به ترکیب‌ها هم وزن خود بالاتر است.

## واکنشهای آروماتیک‌ها: استخلافی الکتروندوست
تفاوت واکنش‌های بنزن در این است که به جای واکنش افزایشی، واکنش استخلافی انجام می‌دهد. اتم‌های هیدروژن در بنزن از موقعیت یکسانی نسبت به هم برخوردار هستند و از جایگزینی هریک از اتم‌های هیدروژن با یک الکتروندوست محصول مشابهی بدست خواهد آمد. چنین واکنشی را «واکنش استخلافی الکترون‌دوست آروماتیک» گویند. این نوع واکنش‌ها می‌تواند با انواع الکترون دوست‌ها انجام گیرد. به‌طور کلی واکنش‌های جانشینی الکتروندوستی در دو مرحله انجام می‌گیرند. مرحله اول که شامل افزایش الکتروندوست به حلقه آروماتیک است. در این مرحله که مرحله تعیین‌کننده سرعت نیز می‌باشد، جزء الکتروندوست به حلقه بنزنی اضافه شده و آروماتیستی حلقه که عامل اصلی پایداری است، از بین می‌رود. از این رو واکنش شدیداً گرماگیر می‌باشد. کربوکاتیون بدست آمده دارای یکسری فرم‌های رزونانسی می‌باشد. مرحله دوم بسیار سریع رخ می‌دهد و شامل حذف پروتون توسط گونه بازی می‌باشد که در نتیجه آن حالت آرماتیستی به مولکول باز می‌گردد. در واقع واکنش‌های جانشینی الکتروندوستی، همانند افزایش الکتروندوستی، یک فرایند چند مرحله‌ای هستند که در آن یک کربوکاتیون واسطه‌ای دخالت دارد. مرحله تشکیل کربوکاتیون، مرحلهٔ کند و تعیین‌کننده سرعت واکنش می‌باشد. در مراحل بعدی، کربوکاتیون حاصل با از دست دادن پروتون به ترکیب پایدار تبدیل می‌گردد.

### هالوژن‌دار شدن بنزن
واکنش استخلافی الکتروندوستی بنزن با هالوژن‌ها نیازمند حضور یک کاتالیزور اسیدلویس (مثل FeCl3 یا FeBr3) می‌باشد. مکانیسم واکنش به صورت زیر است. همان گونه که قبلاً نیز اشاره کردیم، اسید لوئیس زوج الکترون می‌پذیرد. وقتی از Br2 در حضور FeBr3 استفاده می‌کنیم، همانند اسید و باز لوئیس عمل می‌کنند و در نتیجه کمپلکسی حاصل می‌گردد که در آن پیوند Br-Br قطبی می‌شود و یکی از برم‌ها خاصیت الکتروندوستی پیدا می‌کند. مرحله اضافه شده الکتروندوست به حقله بنزن مرحلهٔ کند و تعیین‌کننده سرعت واکنش است که در نتیجه آن ساختار آروماتیک حلقه از بین می‌رود. در این مرحله حدواسط کاتیونی غیرآروماتیک، کاتیون هگزادی‌اِنیل، حاصل می‌شود. در مرحله آخر، FeBr4 تشکیل شده در مرحله قبل، همانند یک باز عمل می‌کند و با جذب یک پروتون از حدواسط، نه تنها باعث می‌شود حلقه بنزن مجدداً خاصیت آروماتیک خود را بدست آورد، بلکه کاتالیزور اولیه، FeBr3، نیز مجدداً آزاد می‌گردد. کلردار شدن بسیار شبیه به برم‌دار شدن می‌باشد. کلر نیز همانند برم، به اندازه کافی قدرت الکتروندوستی ندارد تا به حلقه بنزن حمله کند؛ ولی در حضور کاتالیزور اسید لوئیس این واکنش رخ می‌دهد.

## نیترودار کردن بنزن
از آنجایی که در شرایط معمول، نیتروژن موجود در HNO3، قدرت الکتروندوستی ندارد و همانند واکنش بنزن با هالوژن‌ها باید ابتدا فعال‌سازی روی اسیدنیتریک انجام شود. در واکنش نیتراسیون بنزن، از اسیدنیتریک گرم و غلیظ در حضور اسید سولفوریک (به عنوان کاتالیزور) استفاده می‌شود. گونه الکتروندوست در این واکنش یون نیترونیوم (NO2+) است و همان‌طور که در بالا نشان داده شده‌است، از واکنش اسیدنیتریک و اسید سولفوریک بدست می‌آید. یون نیترونیوم الکتروندوست بسیار قوی محسوب می‌شود که عملاً با حلقه بنزن وارد واکنش می‌شود. در اثر این واکنش، حالت آروماتیک حلقه از بین می‌رود و حدواسطی با بار مثبت ایجاد می‌گردد. در مرحله آخر، آنیون -HSO4 در قالب یک باز از حدواسط کاتیونی یک پروتون جذب می‌کند و حلقه بنزن و اسیدسولفوریک مجدداَ تشکیل می‌گردند. به‌طور خلاصه واکنش بدین گونه است.

### سولفوناسیون بنزن
به وسیله اسیدسولفوریک غلیط و حرارت می‌توان طی یک واکنش جانشینی الکتروندوستی، بنزن را به بنزن یولفونیک اسید تبدیل کرد. مرحله اول شامل یک تعادل اسید و بازبین دو مولکول اسید سولفوریک می‌باشد که در نتیجه آن گوگردتری‌اکسید، SO3، که جزء الکتروندوست می‌باشد تولید می‌گردد. در مرحله بعدی SO3 به حلقه بنزن اضافه می‌گردد و در نهایت بنزن سولفونیک اسید تولید می‌گردد. این واکنش در دمای اتاق پیش نمی‌رود، لذا برای غلبه بر این مشکل از شکل فعال‌تر شده اسیدسولفوریک با نام اسیدسدلفوریک دودکننده، اولئوم، استفاده می‌شود. اولئوم به محلولی۷٪ از SO3در H2SO4 غلیظ گفته می‌شود. در این ترکیب SO3 نقش الکترون‌دوست را بر عهده دارد. یکی از ویژگی‌های این واکنش تعادلی بودن آن است. واکنش برگشت که در حضور آب و حرارت تسریع می‌گردد، به واکنش سولفون‌زدائی معروف است. بنزن‌سولفونیک اسید یک اسید قوی محسوب می‌شود و در شراسط بازی به راحتی پروتون از دست می‌دهد و به آنیون بنزن سولفونات تبدیل می‌گردد. بنزن سولفونات‌ها از لحاظ تجاری نیز بسیار مهم می‌باشند و به‌طور گسترده در تولید مواد شوینده مورد استفاده قرار می‌گیرند. سولفوندار کردن بنزن که در موقعیت پارا یک زنجیر کربنی با ۱۰ تا ۱۴ کربن دارد (آلکیل بنزن)، آلکیل بنزن سولفونیک اسید را تولید می‌کند که در واکنش با باز، آنیون آلکیل بنزن سولفونات ایجاد می‌گردد که خاصیت پاک‌کنندگی دارد.

### آلکیل‌دار شدن
اگر مقدار کمی آلومینیم کلرید (AlCl3) بدون آب را به مخلوطی از بنزن و متیل‌کلرید (CH3-Cl) اضافه نمائیم، واکنش شدیدی اتفاق می‌افتد، گازهیدروژن کلرید(HCl)آزاد می‌شود، و تولوئن می‌تواند از مخلوط واکنش بازیابی شود. این واکنش در سال ۱۸۷۷ در دانشگاه پاریس به وسیله تیم شیمیدانان فرانسوی- آمریکائی، چارلز فریدل و جیمز کرافتس کشف گردید. واکنش آلکیل‌دار شدن فریدل- کرافتس یک واکنش استخلافی آروماتیکی است. در این واکنش حلقه آروماتیک به کربوکاتیون الکترون‌دوست حاصل از واکنش اسید لوئیس و هالوآلکان حمله کرده و در نهایت حلقه آروماتیک آلکیل‌دار شده ایجاد می‌کند. واکنش به سادگی با مخلوط نمودن سه جزء انجام می‌گیرد؛ معمولاً تنها مسئله معتدل نمودن واکنش به وسیله سردکردن و جذب گاز هیدروژن‌هالید می‌باشد. مکانیسم واکنش به صورت زیر خواهد بود. با توجه به اصلاحات گوناگونش، واکنش فریدل-کرافتس مهم‌ترین روش برای اتصال زنجیرهای جانبی آلکیل به حلقه آروماتیک می‌باشد. برای انجام واکنش، ایجاد خاصیت الکتروندوستی بر روی کربن توسط اسیدلوئیس بسیار مهم است زیرا باعت فعال شدن کربن برای انجام واکنش می‌شود. به جای آلومینیم‌کلرید، می‌توان از اسیدهای لویس دیگر مانند BF3, HF و فسفریک اسید استفاده نمود.
واکنش آلکیل‌دار شدن فریدل- کرافتس دارای محدودیت‌هایی نیز می‌باشد. از آن جمله می‌توان به موارد زیر اشاره کرد.
-آلکیل‌هالیدها را در واکنش فریدل- کرافتس می‌توان به کار برد ولی آریل‌هالیدها، مثل کلروبنزن نمی‌توانند واکنش دهند.
- اتصال یک زنجیر جانبی آلکیل، حلقه آروماتیک را به حمله بعدی حساس‌تر می‌نماید (حلقه فعالتر می‌شود)
-حلقه‌های آروماتیکی که با گروه‌های الکترون‌کشنده مانند استخلاف نیترو یا هالوژن غیرفعال‌تراز بنزن گردیده‌اند، تحت واکنش فریدل- کرافتس قرار نمی‌گیرند یا محصول بسیار کمی تولید می‌کنند.
-وجود استخلاف‌ها با جفت الکرون‌های غیرپیوندی مانند OH و NH، باعث واکنش اسیدلوئیس (کاتالیزور واکنش) با زوج الکترون‌های غیر پیوندی روی O و N (باز لوئیس) می‌شود و واکنش آلکیلاسیون رخ نمی‌دهد
- امکان نوآرایی کربوکاتیون‌ها وجود دارد. علت این امر، امکان ایجاد کربوکاتیون پایدارتر در اثر جابه‌جایی هیدروژن می‌باشد.

### آسیل‌دار شدن
برای آلکیل‌دار کردن حلقه آروماتیک می‌توان از واکنش آسیل‌دار شدن نیز استفاده کرد. آسیل‌دار کردن فریدل- کرافتس نسبت به واکنش آلکیل‌دارکردن فریدل- کرافتس چند مزیت دارد. از جمله آنکه نوآرایی کربوکاتیون در این واکنش رخ نمی‌دهد و همچنین در مورد ترکیب‌های که گروه‌های NH2 و NHR دارند (باز لوئیس) نیز قابل استفاده می‌باشد. یون آسیلینیوم حاصل از واکنش آسیل کلرید (R-CO+X-) و اسیدلوئیس، به عنوان الکتروندوست با بنزن واکنش می‌دهد. حد واسط این واکنش یون آسیلیوم است که از طریق رزونانس پایدار شده نمی‌تواند نوآرایی کند. در این واکنش محصول حاصل یعنی فنیل کتون غیرفعال‌تر از بنزن است که امکان پلی‌آلکیله شدن از بین می‌رود.

### اکسایش و کاهش آروماتیک‌ها
همان گونه که قبلاً اشاره شد حلقه بنزن بر خلاف سایر ترکیب‌ها غیراشباع (آلکین، آلکن) نسبت به اکسایش، حتی توسط واکنشگرهای قوی، مثل پتاسیم پرمنگنات، بی‌اثر است. اما گروه‌های آلکیل متصل به حلقه آروماتیک را می‌توان توسط این اکسیدکننده‌ها، اکسید کرد و به گروه‌های کربوکسیل تبدیل کرد. برای انجام این واکنش شاخه آلکیل باید دارای حداقل دو هیدروژن بر روی کربن متصل به حلقه باشد. در مقایسه با شرایط استاندارد هیدروژندار شدن آلکن‌ها، تنها اگر دما و فشار بالا باشد امکان کاهش ترکیب آروماتیک وجود خواهد داشت. همچنین توسط برخی مواد کاهنده می‌توان گروه نیترو بر روی حلقه بنزن را به گروه آمینی کاهش داد.

## دسته‌ بندی و هدایت‌کنندگی استخلاف‌ها
مرحله تشکیل کربوکاتیون در واکنش‌های الکتروندوستی بنزن (ترکیب‌ها آروماتیک)، مزحله کند و تعیین‌کننده سرعت است. استخلاف‌ها را بر اساس نوع تأثیرشان روی این حدواسط به دو دسته می‌توان تقسیم نمود: آن‌هایی که حدواسط کربوکاتیونی را پایدار می‌کنند (حلقه آروماتیک را فعال می‌کنند) و آن‌هایی که حدواسط کربوکاتیونی را ناپایدار می‌کنند (فعالیت حلقه آروماتیک را کاهش می‌دهند). یک استخلاف الکترون‌دهنده بر روی یک حلقه آروماتیک باعث غنی‌تر شدن آن ترکیب از لحاظ الکترونی نسبت به بنزن می‌شود و لذا در برابر الکترون‌دوست‌ها خیلی فعالتر عمل خواهد کرد. الکترون دادن یا الکترون گرفتن یک استخلاف در حلقه آروماتیک به دو طریق می‌تواند انجام پذیرد: از طریق رزنانس یا از طریق القایی. اثرات القایی ناشی از الکترونگاتیوی ذاتی اتم‌هاست و لذا در گروه‌های عاملی از قطبیت پیوندها ناشی می‌گردد. برای مثال هالوژن‌ها، گروه‌های کربونیل، و گروه‌های نیترو با القاء، الکترون‌ها را طریق پیوند سیگما از حلقه می‌کشند و باعث کاهش فعالیت حلقه می‌شوند. گروه‌های آلکیل به مقدار کمی الکترون‌دهنده هستند و به همین جهت فعالیت حلقه را اقزایش می‌دهند. اثرهای روزنانسی با دادن یا کشیدن الکترون‌ها از طریق پیوندها و به وسیله همپوشانی یک اوربیتال از استخلاف با یک اوربیتال p از حلقه آروماتیک عمل می‌نمایند. برعکس، استخلاف‌هایی مانند هیدروکسیل و آمین حلقه آروماتیک را با اثرهای رزونانسی فعال می‌کنند و در این اثر الکترون‌های غیرپیوندی از استخلاف به حلقه داده می‌شود و روی حلقه یک بار منفی ایجاد می‌کنند در نتیجه حلقه در مقابل الکترون دوست‌ها خیلی فعال می‌شود. اثر القاء اکسیژن (الکترونگاتیوی) بسیار کم است و اثر رزونانسی بر القاء غلبه می‌کند. هنگامی که واکنش جانشینی الکتروفیلی بر روی آنیلین رخ می‌دهد، حمله به موقعیت اورتو و پارا ارجح است. از آنجا که اتم‌های O و N الکترونگاتیو هستند، از طریق القایی الکترون‌کشنده هستند ولی زوج الکترون آزاد روی این اتم‌ها در رزنانس شرکت می‌کنند. علت آنکه محصولات پارا و اورتو محصولات عمده هستند، ایجاد فرم رزنانسی است که در آن تمامی اتم‌ها قاعده اکتت را رعایت کرده‌اند (هشت‌ تائی همه اتم‌ها کامل است). این فرم رزنانسی شدیداً پایدار می‌باشد. اما در مورد موقعیت متا این امتیاز وجود ندارد و درصد بسیار کمی از محصول نهایی متا خواهد بود.
به‌طور کلی اثرالکترون‌دهندگی توسط رزنانس در اینجا بسیار مهمتر از اثر القایی است. اما شرایط در مورد استخلاف‌های الکترون‌کشنده متفاوت می‌باشد. این دست استخلاف‌ها کلیه موقعیت‌های حلقه را برای واکنش جانشینی الکتروفیلی غیرفعال می‌کند. به‌طور مثال به واکنش جانشینی الکترون‌دوستی نیتروبنزن منجر به ایجاد محصول متا به عنوان محصول اصلی خواهد شد. وقتی حمله در موقعیت اورتو و پارا رخ می‌دهد، یک فرم رزنانسی بسیار ناپایدار به وجود خواهد آمد. در این فرم رزنانسی علاوه بر مجاورت کربن با بار (+) با گروه نیترو، قرار گرفتن دو بار مثبت، یکی روی N و دیگری C در کنار هم باعث ناپایداری شدید این فرم خواهد شد. اما وقتی حمله در موقعیت متا رخ می‌دهد دیگر فرم رزنانسی همانند آنچه در اورتو و پارا مشاهده شد به وجود نمی‌آید و همان‌طور که در نمودار انرژی پتانسیل دیده می‌شود، حمله به موقعیت متا سطح انرژی کمتری نسبت به اورتو و پارا خواهد داشت.
در مورد هالوژن‌ها یک استثناء وجود دارد. استخلاف‌های هالوژن از طریق القائی چگالی الکترونی را از حلقه کم می‌کنند ولی از طریق اثر رزنانسی الکترون‌دهنده هستند. درمجموع اثرالقائی ارجح می‌شود. این ترکیب‌ها بر خلاف ماهیت الکترون‌کشندگی خود هدایت‌کنندگی اورتو و پارا دارند. حمله به موقعیت‌های پارا و اورتو به ساختمانی منجر می‌شود که بار (+) را به کربن مجاور کلر منتقل می‌کند. این ساختار اگر چه از نظر القائی نامناسب است ولی رزنانس و الکترون‌دهندگی کلر به کربن مجاور خود باعث غیرمستقر شدن بار (+) می‌شود و باعث مطلوب شدن این ساختار می‌گردد. همه این گروه‌ها هدایت‌کننده پارا می‌باشند.

## واکنش‌های استخلافی الکترون‌دوستی در آروماتیک‌های استخلاف‌شده
اگر حلقه بنزنی بیش از یک استخلاف داشته باشد، الکتروندوست بعدی به کدام موقعیت حمله می‌کند؟ نقش استخلاف‌های قبلی در این تعیین موقعیت به چه شکل خواهد بود؟ در این حالت چند امکان وجود دارد:
- ممکن است استخلاف‌های روی حلقه اثرات (هدایت‌کنندگی) یکدیگر را تقویت کنند.
- اگر هدایت‌‌کنندگی گروه‌ها مخالف یکدیگر باشد (یکسان نباشد)، در این حالت گروه‌های فعال‌کننده قوی‌تر بر فعال‌کننده ضعیف و غیرفعال‌کننده مقدم خواهند بود و هدایت‌کنندگی را کنترل می‌کنند.

## واکنش جانشینی نوکلئوفیلی بر روی حلقه بنزن
اگر گروه‌های الکترون‌کشنده قوی در موقعیت اورتو یا پارا نسبت به استخلاف هالید (یا برخی ترک‌کننده‌های خوب) وجود داشته باشند، هسته‌دوست‌ها می‌توانند جایگزین یون‌های هالید در آریل‌هالیدها بشوند. برخلاف واکنش‌های استخلافی الکترون‌دوست در آروماتیک‌ها، واکنش‌های استخلافی هسته‌دوستی در آروماتیک‌ها کاربرد خیلی محدودی دارند و برای تعداد کمی از واکنش‌ها و سنتزها مفید هستند. در واکنش‌های استخلافی الکترون‌دوست یک الکترون‌دوست قوی جایگزین یکی از پروتون‌های حلقه آروماتیک می‌شود، در صورتی‌که در واکنش‌های هسته‌دوستی یک هسته‌دوست قوی جایگزین یک گروه ترک‌شونده‌ای مانند هالید می‌گردد. به‌طور کلی این واکنش را می‌توان دو مرحله در نظر گرفت.
۱- حمله هیدروکسید (هسته‌دوست) و تولید کمپلکس سیگمای پایدار شده با رزونانس
۲- از دست ‌رفتن یون کلرید (ترک‌کننده) و تولید محصول
در صورتی که استخلاف‌های الکترون‌کشنده بیشتری روی حلقه در موقعیت‌های اورتو و پارا وجود داشته باشد، امکان پایدار بار منفی توسط فرم‌های رزنانسی بیشتری می‌شود، در نتیجه واکنش در شرایط ملایم‌تر و با سرعت بیشتری پیش خواهد رفت. نوع دیگری از واکنش‌های استخلافی هسته‌دوستی بر روی حلقه آروماتیک وجود دارد که به واکنش‌های حذف – افزایش معروف می‌باشند. در حالت کلی همان‌طور که در بالا بحث شد، برای انجام واکنش‌های استخلافی هسته‌دوستی بر روی حلقه بنزن، نیاز به گروه‌های الکترون‌کشنده بر روی حلقه می‌باشد. اما در صورتی که گروه الکترون‌کشنده هم رو حلقه وجود نداشته باشد، امکان انجام این واکنش‌ها وجود دارد. برای انجام این واکنش‌ها وجود یک باز قوی در محیط واکنش الزامی می‌باشد. این واکنش‌ها از طریق حدواسطی به نام بنزاین پیش می‌رود که امکان ایجاد دو نوع محصول را فراهم می‌کند. مکانیسم واکنش شامل ایجاد حدواسط کربانیونی با بار منفی و یک جفت الکترون مستقر در اوربیتال هیبریدی sp2، که قبلاً مربوط به پیوند کربن – هیدروژن بوده‌است. کربانیون حاصل این امکان را دارد که با بیرون انداختن گروه ترک‌کننده مجاور، با اوربیتال خالی آن همپوشانی کرده و پیوند سه‌گانه بسیار ناپایداری را بر روی حلقه به وجود آورد. به این ترکیب حلقوی ناپایدار با پیوند سه‌گانه، بنزاین می‌گویند. بنزن بسیار ناپایدار بوده و به سرعت مصرف می‌گردد.

## واکنش‌های مربوط به زنجیرهای جانبی مشتق‌های بنزن
در بسیاری از موارد واکنش‌ها به جای آنکه به‌طور مستقیم بر روی حلقه آروماتیک رخ دهد، بر روی استخلاف‌های متصل به حلقه آروماتیک، رخ می‌دهد. یک نمونه از این واکنش‌ها، اکسایش گروه‌های آلکیل، پیش‌تر مورد برسی قرار گرفت. در ادامه برخی از این دست واکنش‌ها را مورد بررسی قرار خواهیم داد.

## هالوژن‌دار کردن زنجیر جانبی
در صورتی که کربن متصل به حلقه بنزن دارای هیدروژن باشد (موقعیت بنزیلی)، امکان هالوژن‌دار کردن رادیکالی این دست مشتقات بنزن وجود دارد. همانند واکنش هالوژن‌دار کردن آلکان‌ها، در اینجا نیز ابتدا پیوند سست‌تر هالوژن – هالوژن می‌شکند و رادیکال‌های هالوژن ایجاد می‌گردند. سپس این رادیکال‌ها یک هیدروژن از موقعت بنزلی جدا می‌کنند. با کنده شدن یک هیدروژن به صورت رادیکالی از این کربن، رادیکال بنزیلی حاصل می‌گردد که به علت فرم‌های رزنانسی پایدار است. رادیکال بنزیلی حاصل، در نهایت با هالوژن واکنش داده و هالوژن‌دار می‌شود. این امکان وجود دارد که تمامی هیدروژن‌های بنزیلی هالوژن‌دار شوند. همان‌طور که ذکر شد، به دلیل فرم‌های رزنانسی و کاهش سطح انرژی، رادیکال بنزیلی پایداری می‌شود. رادیکال بنزیل یک مولکول مزدوج است. در اینجا اوربیتال π روی کربن حامل الکترون فرد، نه فقط با یک پیوند دوگانه، بلکه با تمامی سیستم π حلقه بنزن مزدوج است. این امر باعث می‌شود این امر باعث می‌شود رادیکال بنزلی نه تنها از لحاظ پایداری نسبی با سایر رادیکال‌های آلیلی و آلکیلی قابل رقابت باشد، بلکه در سری پایداری رادیکال‌ها، از همه پایدارتر باشد. در رقابت برای تولید رادیکال پایدارتر در واکنش رادیکالی برم (که بسیار انتخاب‌گر عمل می‌کند)، رادیکال بنزلی ایجاد خواهد شد.

## واکنش‌های استخلافی یک مولکولی (SN1) و دو مولکولی (SN2) بر روی زنجیر جانبی
در صورتی که گروه ترک‌کننده مناسبی بر رو کربن بنزیلی وجود داشته باشد، امکان ایجاد کربوکاتیون بنزیلی (مشابه با رادیکال بزنزیلی) وجود خواهد داشت که بخاطر فرم‌های رزونانسی به راحتی پایدار می‌شود. کربوکاتیون بنزیلی به راحتی می‌تواند در واکنش‌های SN1 شرکت کند. تصویر اوربیتالی کاتیون بنزیل شبیه رادیکال آزاد بنزیل است. مگر از این نظر که اوربیتال p که با ابر الکترونی π همپوشانی می‌کند، یک اوربیتال خالی است. این اوربیتال p خالی سهمی در الکترون‌ها ندارد، اما غیرمستقر شدن هر چه بیشتر الکترون‌های π برای دربر گرفتن هسته کربن زنجیر جانبی را ممکن می‌سازد. به علاوه، با قرار گرفتن بار مثبت در موقعیت اورتو و پارا، وجود گروه‌های الکترون‌دهنده مانند OCH3 و CH3 باعث پایداری هر چه بیشتر ساختار می‌شود. در این حالت بار مثبت از طریق القاء یا رزنانس با جفت الکترون استخلاف، پایدار خواهد شد. این در حالی است که گروه الکترون‌کشنده مانند NO2 باعث ناپایداری ساختار حدواسط خواهند شد. در نتیجه با قرار دادن گروه‌های الکترون‌دهنده بر روی حلقه می‌توان سرعت واکنش را افزایش داد و با قرار دادن گروه‌های الکترون‌کشنده، سرعت واکنش کاهش خواهد یافت. همانند آلیل هالیدها، بنزیل هالیدها نیز می‌توانند با سرعت خوبی در واکنش‌های SN2 شرکت کنند. در طی واکنش SN2 اوربیتال p به‌طور جزئی با هسته‌دوست پیوند برقرار می‌کند و همچنین گروه ترک‌کنننده با الکترون‌های π حلقه همپوشانی خواهد داشت. این امر انرژی حدواسط را کاهش می‌دهد و سرعت واکنش را بالا می‌برد. همانند واکنش‌های SN2 که پیش‌تر مورد برسی قرار گرفت، مرکز کایرال با وارونگی کامل همراه خواهد بود.